# Tendinitis
La tendinitis és la inflamació d'un tendó, que pot dur a una degeneració del tendó (una tendinosi). Sovint s'utilitza com a sinònim de tendinopatia, però en la tendinitis es posa en relleu el component d'inflamació. Quan s'afecta una inserció musculotendinosa d'un múscul a l'os, s'anomena entesitis.

## Tendinitis més habituals
La majoria dels tendons no pateixen una tendinitis. Però existeix un petit grup on es manifesten més particularment aquest tipus de processos inflamatoris.
Són sobretot freqüents al:
- Tendó d'Aquil·les, o tendinitis aquil·liana. És freqüent en esportistes, i es manifesta amb dolor al taló, i sovint el tendó augmenta de calibre i la pell de la zona s'inflama.
- Tendó bicipital. Que afecta el tendó de la porció llarga del bíceps braquial.

Altres tipus de tendinitis també habituals són:
- Tendinitis calcificant, també anomenada peritendinitis calcària o periartritis calcificant, en la que es produeix un dipòsit de calci en el manegot dels rotatoris. Aquest dipòsit es reabsorbeix de manera espontània i el tendó es recupera plenament.
- Tendinitis del manegot dels rotatoris, que es localitza especialment en la zona del múscul supraspinós. Quan es complica pot comportar la ruptura dels tendons parcial o total. La tendinitis bicipital s'associa freqüentment amb lesions del manegot dels rotatoris.
- Tendinitis del supraspinós, que de vegades acompanya la lesió de tot el manegot dels rotatoris.
- Tendinitis de la pota d'ànec, que és la que formen els músculs sartori, recte intern i semitendinós. S'inflama la inserció tendinosa i les bosses seroses d'aquests músculs. És més freqüent en ciclistes.

## Causes
Les principals causes són la sobrecàrrega del teixit, els esforços intensos i/o repetits i males posicions articulars
Certs tipus de tendinitis solen produir-se per un ús excessiu del tendó, que pot agreujar-se per altres elements com, per exemple, la pressió del calçat en el cas del taló. En persones adultes la causa es deu, en molts casos, a una disminució de la vascularització dels tendons.
Els exercicis poc habituals, els esquinços i els microtraumatismes repetits i soferts amb suficient intensitat com per arribar a ocasionar lesions, tot i no arribar a produir ruptures, predisposen el teixit a una futura tendinitis.

## Manifestacions clíniques
El símptoma més freqüent de la tendinitis és el dolor local al lloc d'inserció. Per exemple, en el cas de la tendinitis bicipital, es localitza en la porció llarga del bíceps a nivell del colze.
Pot detectar-se el dolor demanant al pacient que flexioni el braç en el moment que se li provoca una resistència concreta al moviment. Aquest tipus de tendinitis apareix després d'un esforç prolongat, un trastorn conegut com a lesió per sobrecàrrega.

## Tractament
El principal tractament consisteix en el repòs, de vegades amb el suport de fèrules. Ocasionalment cal realitzar infiltracions amb glucocorticoides.
De vegades és necessari modificar el calçat: algunes sabatilles esportives, que pretenen protegir el tendó d'Aquiles són, alguns cops, la causa paradoxal del problema.